# Alfredo Fernández Durán
Alfredo Fernández-Durán Moreno (Madrid, 2 de febrero de 1964) es un jinete español que compite en salto ecuestre.
Participó en los Juegos Olímpicos de Seúl 1988 consiguiendo el octavo puesto en saltos por equipos y en los Juegos Ecuestres Mundiales de 1994 disputados en La Haya, donde fue 12.º en saltos por equipos.
En 1991 ganó el Gran Premio de Gijón y en 2010 el Trofeo Su Alteza Real el Príncipe de Asturias, ambas pruebas en el Concurso de Saltos Internacional de Gijón. En 2010 también se proclamó campeón de España.